# Transistor bipolaire à grille isolée

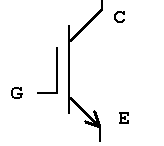
Symbole usuel de l’IGBT.

Le transistor bipolaire à grille isolée (IGBT, de l’anglais insulated-gate bipolar transistor) est un dispositif semi-conducteur de la famille des transistors qui est utilisé comme interrupteur électronique, principalement dans les montages de l’électronique de puissance.
Ce composant, qui combine les avantages des technologies précédentes — c’est-à-dire la grande simplicité de commande du transistor à effet de champ par rapport au transistor bipolaire, tout en conservant les faibles pertes par conduction de ce dernier — a permis de nombreux progrès dans les applications de l’électronique de puissance, aussi bien en ce qui concerne la fiabilité que sur l’aspect économique.
Les transistors IGBT ont permis d’envisager des développements jusqu’alors non viables en particulier dans la vitesse variable ainsi que dans les applications des machines électriques et des convertisseurs de puissance qui nous accompagnent chaque jour et partout, sans que nous en soyons particulièrement conscients : automobiles, trains, métros, bus, avions, bateaux, ascenseurs, électroménager, télévision, domotique, etc.

## Historique
La première tentative concernant ce composant est sa réalisation en composants discrets, avec un transistor à effet de champ de faible puissance commandant un transistor bipolaire de puissance (montage BipMos). Le but est de simplifier les circuits de commande inhérents aux applications des transistors de puissance en commutation, fort complexes dans les années 1970-1980.
La technologie IGBT a été brevetée aux États-Unis le 14 décembre 1982 par Hans W. Beck et Carl F. Wheatley, Jr., sous le nom de Power MOSFET with an Anode Region (Brevet no 4,364,073). C’est une technologie récente, qui succède aux thyristors, aux transistors Darlington et aux thyristors GTO.
La première génération de transistors IGBT présentait d’importants problèmes de verrouillage (ou latching), qui ont été corrigés dans la deuxième génération apparue au début des années 1990. La fin du XXe siècle a connu trois nouvelles générations de transistors IGBT, qui ont augmenté les performances pour des courants et des tensions importants (IGBT à structures trench, CSTBT).
Les caractéristiques de l’IGBT font que dans les années 2000 il s’est largement imposé dans tous les domaines de l’électronique de puissance face aux autres types de composants pour les gammes de tension 600 V à 3 300 V, et qu’il perce dans les tensions supérieures face au GTO, ainsi que dans les tensions inférieures face au MOSFET, bien qu’il soit plus lent.

## Caractéristiques

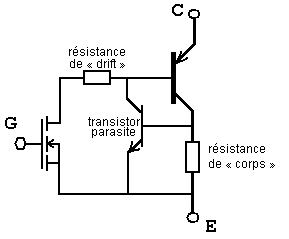
Schéma équivalent de l’IGBT.

L’IGBT est un transistor hybride, regroupant un transistor à effet de champ du type MOSFET en entrée et un transistor bipolaire en sortie. Il est ainsi commandé par la tension de grille (entre grille et émetteur) qui lui est appliquée, mais ses caractéristiques de conduction (entre collecteur et émetteur) sont celles d’un bipolaire. Le schéma équivalent du transistor IGBT ci-contre montre un troisième transistor, qui représente une propriété parasite responsable du latching.
Cette structure lui donne le faible coût énergétique de commande d’un MOSFET, avec les pertes de conduction plus faibles (à surface de puce donnée) d’un bipolaire. De plus, les IGBT peuvent gérer une tension bien plus élevée que celle gérée par les MOSFET.

### Résistance à l'état passant
La résistance à l'état passant (inverse de la conductance) est définie par la résistance du transistor lorsque celui-ci est en régime de conduction (on dit également « saturé ») : appelée aussi RDSon dans le cas d’un FET, elle est représentée par le VCEsat pour un bipolaire. C’est une caractéristique importante car elle détermine l’échauffement du composant en fonction du courant Ice : plus le VCEsat est faible, plus le courant admissible peut être fort. Dans le cas de l’IGBT, la résistance à l'état passant est minimisée par l’utilisation d’un transistor bipolaire en sortie et par l’optimisation de la saturation de celui-ci. Pour cela, il est possible de diminuer le RDSon du MOSFET d’entrée, et d’augmenter le gain du transistor bipolaire. Cependant un gain trop important entrainera un risque élevé de latching.
Les dernières technologies SPT (Soft-Punch-Through), dites SPT+, permettent de diminuer encore la chute de tension directe VCEsat de l’ordre de 25 à 30 %.

### Transconductance
La transconductance d’un IGBT est le rapport entre le courant de sortie et la tension d’entrée. Ce rapport dépend de nombreux paramètres, notamment la taille du transistor, la température ou le courant de sortie. Contrairement aux transistors bipolaires, les MOSFET et les IGBT n’ont pas un gain de transconductance qui chute avec le courant de sortie.

### Commutation
La faiblesse de l’IGBT (comparé au MOSFET) résulte essentiellement dans sa vitesse de commutation, notamment lors du passage de l’état passant à l’état bloqué : les « trous » présents dans la « zone d’épitaxie N- » (Drift zone) doivent se recombiner ou être évacués lorsque la tension de la grille passe en dessous du seuil de commutation. La technologie PT possède une zone tampon (buffer) à proximité de la zone de drift pour accélérer l’absorption des trous. Les transistors IGBT-PT seront donc plus rapides, mais auront une tension VCEsat plus élevée.
Les fréquences de commutation maximales peuvent être notablement augmentées par l’utilisation de « circuits d’aide à la commutation » passifs (dissipatifs), mais surtout actifs (non dissipatifs), de type « ZVS » (Zero Voltage Switch, commutation au zéro de tension), « ZCS » (Zero Current Switch, commutation au zéro de courant) ou autres. Ces circuits, en assurant des « commutations douces », permettent une diminution drastique des pertes de commutation, tout en facilitant grandement la mise en conformité des équipements concernant la compatibilité électromagnétique. Néanmoins, du fait de leur complexité et de leur coût, ils sont encore peu utilisés dans les fortes puissances.

### Verrouillage (Latching)
L’IGBT présente quatre couches N-P-N-P qui peuvent sous certaines conditions devenir passantes à la manière d’un thyristor, du fait de la présence du transistor parasite entre émetteur et base du transistor bipolaire principal (voir le schéma équivalent ci-dessus) : c’est l’effet latch-up (verrouillage). Dans ces conditions le transistor restera passant, avec effets destructifs, jusqu’à ce que l’alimentation soit coupée. Les constructeurs sont parvenus à diminuer ce problème majeur du transistor IGBT, et ce de différentes manières : réduction de la transconductance du transistor bipolaire de sortie, utilisation de nouvelles techniques de gravure comme l’IGBT Trench. Ces évolutions, ainsi que l’amélioration des processus de commande de grille, font que le phénomène de verrouillage est actuellement bien maîtrisé et ne pose plus de problèmes au développement de l’utilisation industrielle de l’IGBT.

### Aire de sécurité

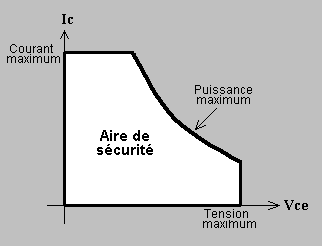
Exemple d'aire de sécurité.

L’aire de sécurité ou « zone de fonctionnement sûr » ou SOA (sigle anglais pour Safe Operating Area) désigne les zones de fonctionnement autorisées du transistor dans le plan courant-tension. Dans ces zones, le transistor peut travailler sans subir de dommages dans les périodes où à la fois un courant important traverse le semi-conducteur et une tension importante est présente à ses bornes, c’est-à-dire en dehors du fonctionnement « saturé » (conducteur et faible chute de tension). Dans tous les cas ces zones de fonctionnement ne peuvent être que transitoires, car les puissances dissipées en valeurs instantanées sont de plusieurs ordres de grandeur au-dessus de la puissance admissible nominale du composant. On distingue trois phases critiques :
1. Le court-circuit. Il s’agit de la zone dite de SCSOA (pour Short Circuit SOA) ou aire de sécurité de court-circuit. Lorsque la charge commandée par le transistor est en court-circuit, le courant demandé est en théorie infini. En pratique, le courant ICE dans le transistor est limité par la tension VGE sur la grille et la valeur de la transconductance, ainsi que par le circuit extérieur. Le risque pour l’IGBT est alors le verrouillage (latching). Suivant la famille utilisée ce risque est minimisé au détriment de la transconductance ou du VCEsat. Certains IGBT ont un circuit interne de limitation du courant de court-circuit à quelques multiples du courant nominal ;
2. La commutation ON → OFF avec une charge inductive. Il s’agit de la zone dite de RBSOA (pour Reverse Bias SOA) ou aire de sécurité inverse. Lors de cette phase de transition on passe d’un état où un courant stable (et important) ICE est établi dans la charge et dans le transistor, à un état où le transistor est bloqué. La tension VCE croit alors de quelques volts à la tension d’alimentation augmentée de la FCEM de la charge inductive. Cette FCEM doit être limitée, par exemple, par une diode dite de « roue libre » à ses bornes. Durant cette phase le courant est constant — car lorsque la charge est inductive, elle tend à s’opposer à la variation de courant — ceci jusqu’à la fin de la recombinaison des porteurs et au blocage de la jonction par augmentation de la barrière de potentiel. Il s’ensuit un risque de « claquage » du composant par formation de points chauds localisés et emballement thermique ; ce phénomène est connu pour les transistors bipolaires de puissance sous le nom de « second claquage » (Second Break Down en anglais). Les IGBT sont cependant beaucoup plus robustes que les bipolaires pour la tenue en aire de sécurité inverse. Des circuits d’aide à la commutation au blocage, en dérivant le courant de la charge inductive (dans un condensateur auxiliaire par exemple) pendant la période de blocage autorisent une commutation à pertes quasi-nulles pour le silicium et évitent le risque de second claquage ;
3. L’utilisation du transistor en mode linéaire. L’étude de cette phase présente un intérêt plus limité, car ce n’est pas le mode de fonctionnement usuel de l’IGBT. Une attention particulière sur ce mode de fonctionnement est cependant nécessaire lors de la mise en œuvre des circuits de protection du composant contre les courts-circuits.

### Performances
Le tableau suivant montre les performances typiques de quelques produits du marché des transistors.
Il dégage la tendance générale :
- le VCEsat augmente et la fréquence d’utilisation diminue quand la tenue en tension augmente ;
- les MOSFET et les GTO deviennent concurrentiels aux extrémités de la gamme.

|                   | MOSFET 600 V | IGBT 600 V | IGBT 1700 V | IGBT 3300 V | IGBT 6500 V | GTO 6000 V |
| ----------------- | ------------ | ---------- | ----------- | ----------- | ----------- | ---------- |
| VCEsat à 125 °C   | 2,2 V        | 1,8 V      | 2,5 V       | 3,5 V       | 5,3 V       | 3 V        |
| fréquence typique | 15-100 kHz   | 6-40 kHz   | 3-10 kHz    | 1-5 kHz     | 0,8-2 kHz   | 0,3-1 kHz  |

Des produits de certains fabricants peuvent s’écarter significativement des valeurs mentionnées car relevant d’optimisations différentes (améliorant l’un des paramètres au détriment de l’autre) ou utilisant des techniques très récentes.

## Structure

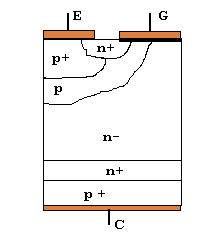
Vue en coupe d’une cellule élémentaire (planar, PT).

La structure d’un IGBT est basée sur celle d’un MOSFET vertical doublement diffusé : l’épaisseur du support est utilisée pour séparer le drain de la source. Les épaisseurs typiques des wafers sont de l'ordre de 70 à 100 µm. Une zone dite d'épitaxie, dopée N-, permet l'apparition d'un canal lorsque des électrons sont injectés par la grille (VG>0, état passant).
La technique de double diffusion est utilisée pour créer les puits dopés P/P+ à proximité de la source. La présence d'une région dopée P+ diminue le risque de latchup, tout en augmentant la tension de seuil de commutation.
La différence principale entre un MOSFET vertical et un IGBT est l’existence d’une couche de substrat P+ (fortement dopée) côté drain/collecteur. Cette couche injecte des trous dans la couche N-, ce qui a pour effet de diminuer la chute de tension à l’état passant et de le transformer en transistor bipolaire.
À l’état bloqué, c’est la couche N- qui supporte la tension. Cette tension maximale sera d'autant plus importante que la couche N d'épitaxie sera peu dopée et/ou épaisse.
À l'état passant, le courant sera limité par la largeur du canal. Les structures verticales permettent la mise en parallèle de plusieurs cellules élémentaires, de façon à augmenter le courant admissible et diminuer la résistance à l'état passant RDSon.

### Les différentes structures d'IGBT
Vues de sections d'IGBT
|                   |               |                           |
| Non Punch Through | Punch Through | Punch Through en tranchée |

L’IGBT NPT (sigle anglais : Non Punch Through) à grille plane est la structure la plus simple à réaliser. Elle utilise des puces plus minces, sans couche N+ additionnelle. La transconductance sera moins élevée, il est donc plus robuste en situation de court-circuit.
L’IGBT PT (sigle anglais : Punch Through) à grille plane utilise des puces épaisses comportant une couche tampon N+. Il a en principe une chute de tension plus faible à l’état passant.
Cette couche tampon entre la zone d'épitaxie N et la zone d'injection P+ du collecteur permet d'obtenir une distribution du champ électrique trapézoïdal.
On trouve également des transistors dénommés DS-IGBT (pour Depletion Stop IGBT), ou FS-IGBT (pour Field Stop IGBT), qui présentent les mêmes caractéristiques que le PT-IGBT, avec une couche tampon moins dopée. Cela permet d'utiliser les techniques de fabrication plus simples d'un NPT-IGBT.
Les structures précédentes dites à grille plane (en anglais : planar) ont l'avantage d'être faciles à réaliser. Néanmoins une technologie dite de grille en tranchée (en anglais : trench) est également utilisée : la zone d’épitaxie est découpée sous la grille de manière à diminuer les phénomènes de latching et permettre ainsi des densités de courant plus importantes. Cette géométrie est aussi plus compacte et généralement plus performante que la géométrie à grille plane.

## Technologie

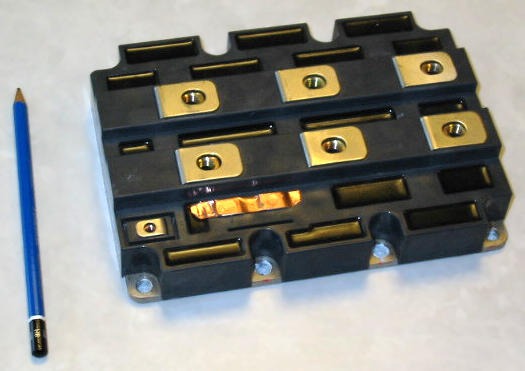
Module IGBT 3300 V 1200 A.

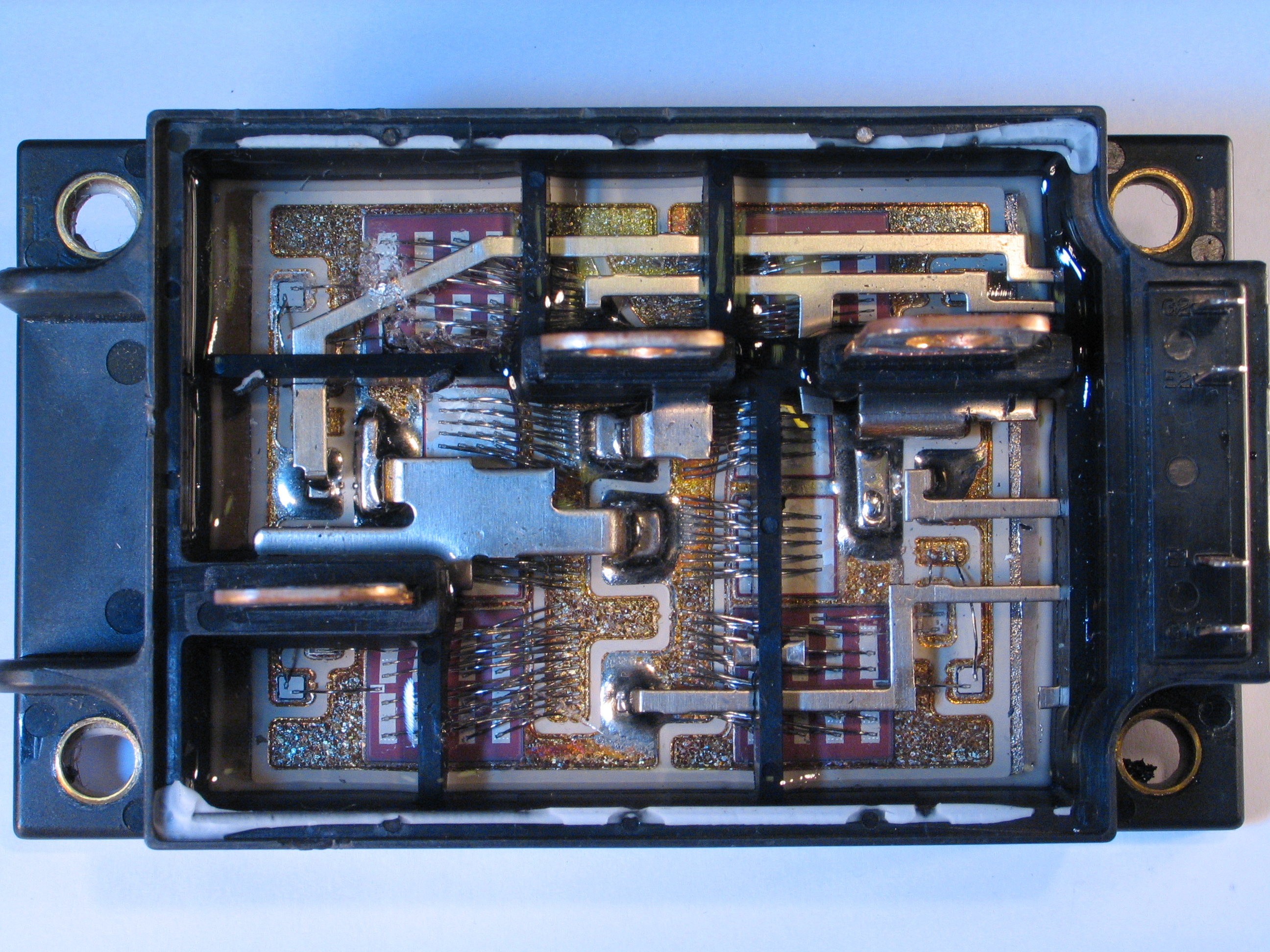
Intérieur d'un module IGBT 600 V 400 A.

Les IGBT sont fabriqués avec des techniques similaires à celle des circuits intégrés (comme les MOSFET, mais contrairement aux GTO et thyristors de puissance). Ceci a pour conséquence que la taille de la puce est limitée à environ 1 cm2, alors qu’on sait faire des diodes monolithiques de 150 mm de diamètre (176 cm2).
Les gros IGBT sont donc des modules multi-puces, constitués de nombreuses puces en parallèle, généralement brasées sur une semelle de cuivre ou d’Al-SiC à travers laquelle on assure leur refroidissement. La plupart intègrent aussi une diode anti-parallèle (ou de « roue-libre »), elle-même multi-puces. Cette diode est une partie très importante du module IGBT, car ses caractéristiques (en particulier de recouvrement) doivent être compatibles avec l’IGBT lui-même, nécessité cruciale. Cela représente d’ailleurs une des premières applications pour les semi-conducteurs en carbure de silicium.
La technologie RC IGBT (reverse conduction IGBT) intègre la diode de roue libre à l'IGBT. L'avantage de cette configuration par rapport à deux éléments séparés est de permettre d'avoir une densité de puissance plus importante et de disposer d'une diode ayant le même courant nominal que l'IGBT, les deux éléments utilisant la même zone semiconductrice. Par contre, la diode étant optimisée pour une chute de tension faible en conduction et non pour un temps de recouvrement minimal, cette configuration ne peut être employée qu'avec une commutation douce.
On trouve principalement des IGBT « canal N ». La structure complémentaire « canal P » est possible, mais limitée aux petites puissances, car comme pour les transistors bipolaires et les MOSFET, les caractéristiques obtenues sont moins bonnes (pertes supérieures par exemple).
Ces composants sont disponibles pratiquement dans tous les boîtiers courants, depuis le petit boîtier plastique (TO-220) pour des courants de quelques ampères à quelques dizaines d’ampères et des tensions collecteur-émetteur de 600 à 1 500 volts, jusqu’aux modules de forte puissance de quelques centaines d’ampères et quelques kilovolts. On trouve aussi des IGBT en boîtier press pack, encapsulation déjà utilisée pour certains thyristors, avec les avantages que cela comporte.

## Gammes et usages
Ces composants sont disponibles dans une gamme de tension allant de 600 (et moins) à 6 500 volts, et des courants jusqu’à 2 400 ampères par module. Les valeurs de tension les plus courantes sont :
- 600 V : valeur adaptée à la connexion sur un réseau 230 V alternatif ;
- 1 200 V : valeur adaptée à la connexion sur un réseau 400 V alternatif ;
- 1 700 V : valeur adaptée à la connexion sur un réseau 660 V alternatif ;
- 3 300 V : valeur utilisée en traction ferroviaire 1 500 V continu ;
- 6 500 V : valeur utilisée en traction ferroviaire 3 000 V continu.

## Applications
Les applications usuelles de l’IGBT sont les onduleurs, redresseurs et hacheurs pour les alimentations à découpage et la vitesse variable, mais aussi pour les FACTS.

### Exemples
- Les IGBT sont utilisés comme éléments de puissance dans les convertisseurs de traction du TGV, sur les versions les plus modernes équipées de moteurs synchrones ou asynchrones, ainsi que dans la plupart des convertisseurs auxiliaires (éclairage, ventilation, etc.). La tendance est à la généralisation des IGBT sur ce marché[12].
- La technologie IGBT est exploitée dans les émetteurs ondes décamétriques développés par Thomcast (série TSW2500) à tétrode finale HF[13],[14]. Les modules IGBT constituent l’étage de modulation AM dont le but est d’effectuer une superposition du signal audio sur la tension d’alimentation de la tétrode finale HF de puissance. Des émetteurs de ce type sont installés sur le site de TDF d’Issoudun qui assure la radiodiffusion, entre autres, de RFI (puissance unitaire de 500 kW associée à une antenne ALLISS)[15].
- Ils sont également utilisés dans les variateurs-onduleurs de commande des moteurs électriques des pods, propulseurs des navires les plus récents comme le Queen Mary 2.
- L’utilisation des IGBT se développe dans le secteur automobile pour les véhicules électriques et en particulier pour les voitures dites hybrides comme la Toyota Prius, dont la partie électrique de la chaîne de traction comprend deux moteurs électriques sans balais commandés par un onduleur de 50 kW à IGBT.
- Les ballasts électroniques de forte puissance (jusqu’à 24 kW)[16] pour lampes à décharges halogènes comme les lampes HMI (Hydrargyrum medium-arc iodide lamp) utilisées dans les projecteurs professionnels de spectacle incorporent des IGBT dans leurs étages de puissance. Le fonctionnement de l’ensemble devant être inaudible, l’encombrement réduit et la compatibilité électromagnétique maximum, cette application particulière requiert un fonctionnement à des fréquences de découpages supérieures à 20 kHz et l’emploi impératif de circuits d’aide à la commutation non dissipatifs.
- Ces transistors sont utilisés dans le chauffage par induction.

L’IGBT est utilisé presque exclusivement en commutation, c’est-à-dire quand seuls les états saturés et bloqués sont souhaitables. Néanmoins, comme tout transistor, il possède une zone de fonctionnement « linéaire », ou active, qui peut être utilisée pour des applications particulières (amplificateurs, etc.).

## Principaux fabricants
- ABB
- Dynex Semiconductor (en)
- Fairchild Semiconductor
- Fuji Electric
- Hitachi
- Infineon Technologies, incluant l’ancien Eupec
- International Rectifier (en)
- IXYS (de)/Westcode
- Microsemi (ex-APT)
- Mitsubishi Electric
- Poseico
- Powerex (semiconductors) (en)
- Semikron
- STMicroelectronics
- Toshiba semiconductor
- TT electronics Semelab
- Vishay (en)
- StarPower